# Catharanthus trichophyllus
Dừa cạn lá nhám (danh pháp hai phần: Catharanthus trichophyllus) là một loài thực vật có hoa trong họ La bố ma. Loài này được (Baker) Pichon mô tả khoa học đầu tiên năm 1948.